# Canal de Vinh Tê

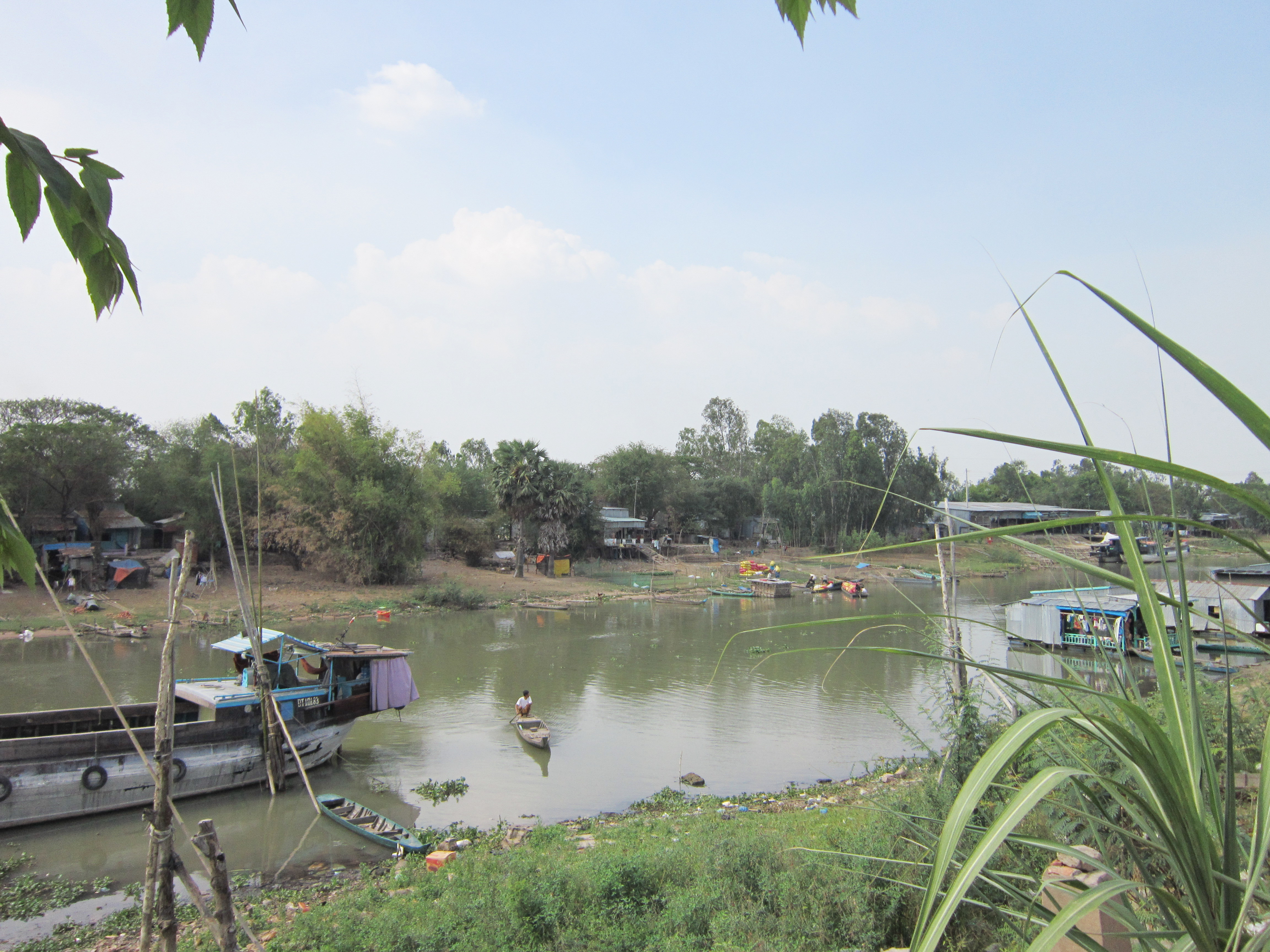
Vue d'une portion de canal dans le district de Tịnh Biên

Le canal de Vin Tê (en vietnamien: Kênh Vĩnh Tế) est un canal se trouvant au sud du Viêt Nam dans la province d'An Giang frontalière du Cambodge. Long de 87 kilomètres, il donne accès à Hà Tiên au bord du golfe du Siam. Sa largeur est de 33 mètres et sa profondeur de 2,55 mètres.

## Historique
Le creusement du canal a été ordonné par l'empereur Gia Long afin de consolider la sécurité du pays le long du royaume du Cambodge. La construction débute en 1819 sous les ordres du mandarin Nguyễn Văn Thụy (1761-1829) et mobilise plus de 80 000 ouvriers vietnamiens et khmers. Après la mort de Gia Long, elle se poursuit sous le règne de Minh Mang.
Le creusement du canal provoque la mort de milliers d'ouvriers, épuisés par les conditions de travail et les maladies tropicales provoquées par l'environnement malsain des eaux du canal. En conséquence, ce canal est utilisé par les Cambodgiens comme symbole des mauvais traitements que leur ont infligés les Vietnamiens depuis des siècles. Ainsi les Khmers rouges s'en sont servis en retour pour leur propagande contre les Vietnamiens.
Le canal est terminé en 1824. Minh Mang lui donne le nom de la femme du mandarin Nguyễn Văn Thụy, Châu Vĩnh Tế.
Le canal a joué et joue un rôle important pour la définition de la frontière vietnamo-cambodgienne et le transport fluvial.

## Source
- (en) Cet article est partiellement ou en totalité issu de l’article de Wikipédia en anglais intitulé « Vĩnh Tế Canal » (voir la liste des auteurs).